# Инанга (риба)
Galaxias maculatus е вид лъчеперка от семейство Galaxiidae. Видът не е застрашен от изчезване.

## Разпространение и местообитание
Разпространен е в Австралия (Виктория, Западна Австралия, Лорд Хау, Нов Южен Уелс, Тасмания и Южна Австралия), Аржентина (Огнена земя и Рио Негро), Нова Зеландия (Северен остров, Чатъм и Южен остров), Фолкландски острови и Чили.
Обитава крайбрежията на сладководни и полусолени басейни, морета, лагуни, реки и потоци. Среща се на дълбочина от 0,3 до 3,5 m, при температура на водата от 14,5 до 15,4 °C и соленост 35 – 35,5 ‰.

## Описание
На дължина достигат до 19 cm.